# L'Olleria
L'Olleria, en valencien et officiellement, (Ollería en castillan), est une commune de la province de Valence, dans la Communauté valencienne, en Espagne. Elle est située dans la comarque de la Vall d'Albaida et dans la zone à prédominance linguistique valencienne.

## Géographie

Localisation de L'Olleria
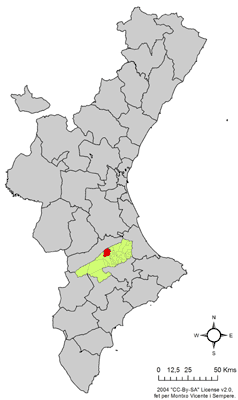
dans la Communauté valencienne.
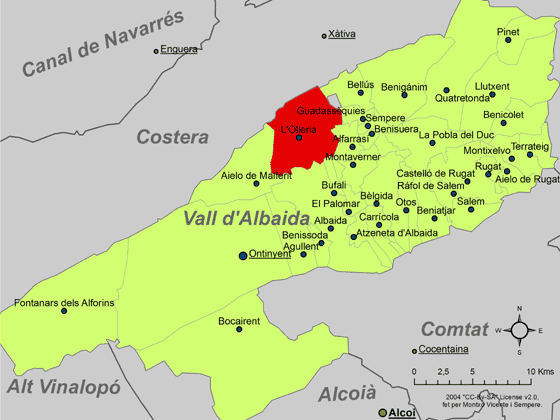
dans la comarque de la Vall d'Albaida.

### Localités limitrophes
Le territoire communal de L'Olleria est voisin de celui des communes suivantes :
Albaida, Alfarrasí, Aielo de Malferit, Bellús, Bufali, Canals, Guadasséquies, Montaverner, Xàtiva et El Palomar, toutes situées dans la province de Valence.

## Démographie
| 1990  | 1992  | 1994  | 1996  | 1998  | 2000  | 2002  | 2004  | 2005  |
| ----- | ----- | ----- | ----- | ----- | ----- | ----- | ----- | ----- |
| 6.852 | 6.845 | 6.977 | 7.010 | 7.005 | 7.058 | 7.302 | 7.648 | 7.991 |

## Administration
Liste des maires, depuis les premières élections démocratiques.
| Législature | Nom du Maire                  | Parti politique |
| ----------- | ----------------------------- | --------------- |
| 1979-1983   | Manuel Garrido i García       | MCPV            |
| 1983-1987   | José Such                     | PSOE            |
| 1987-1991   | José Such                     | PSOE            |
| 1991-1995   | José Such                     | PSOE            |
| 1995-1999   | Vicente Bernardo Llop Moliner | PP              |
| 1999-2003   | Vicente Bernardo Llop Moliner | PP              |
| 2003-2007   | Vicente Bernardo Llop Moliner | PP              |
| 2007-2011   | Vicente Bernardo Llop Moliner | PP              |

### Sources
- (es) Varaciones de los municipios de España desde 1842, Ministerio de administraciones públicas, octobre 2008, 364 p. (lire en ligne) [PDF]